# بیزون باستانی
 بیزون باستانی (نام علمی: Bison antiquus) نام یک گونه از سرده بیزون است.